# Libythea tsiandava
Libythea tsiandava är en fjärilsart som beskrevs av Grose-smith 1891. Libythea tsiandava ingår i släktet Libythea och familjen praktfjärilar. Inga underarter finns listade i Catalogue of Life.